# WikipediaːEncuentros/Editatona Mujeres que luchan 2
|  | Editatona Mujeres que luchan 2 |

Fecha
11 de marzo de 2023
Lugar
Av. Agraciada 2463, Montevideo
Local de AUTE
Web
Web oficial
Registro previo
Aquí

Wikimedistas de Uruguay con el apoyo de la Agrupación de Funcionarios de UTE (AUTE) y el Centro de Documentación PIT-CNT invitan a participar de la editatona Mujeres que luchan 2 para sumar información con perspectiva de género a Wikipedia sobre mujeres sindicalistas, leyes laborales y el movimiento sindical de Uruguay.

## Fecha y lugar
- Fecha: 11 de marzo de 2023, de 14 a 18 horas.
- Lugar: Local de AUTE, Av. Agraciada 2463 (Montevideo)

## ¿Cómo participar?
- La participación es libre y gratuita pero solicitamos que te registres aquí. Todas las personas que participen aceptan guiarse por la política de espacios amigables de la comunidad Wikimedia.
- Si es tu primera vez editando en Wikipedia, creá tu cuenta aquí. Te sugerimos que revises Ayuda:Introducción o el manual de estilo cuando desees crear un artículo.
- Te recomendamos traer tu propia laptop o tablet para trabajar con comodidad.

## Actividad
Una editatona es un evento de edición colectiva y simultánea en Wikipedia en el que personas con distintos niveles de experiencia se reúnen para mejorar o crear artículos con el objetivo de incrementar la participación y la representación de mujeres y disidencias en la enciclopedia. La actividad incluye charlas informativas para quienes recién comienzan en Wikipedia, apoyo continuo en la edición y materiales de ayuda.

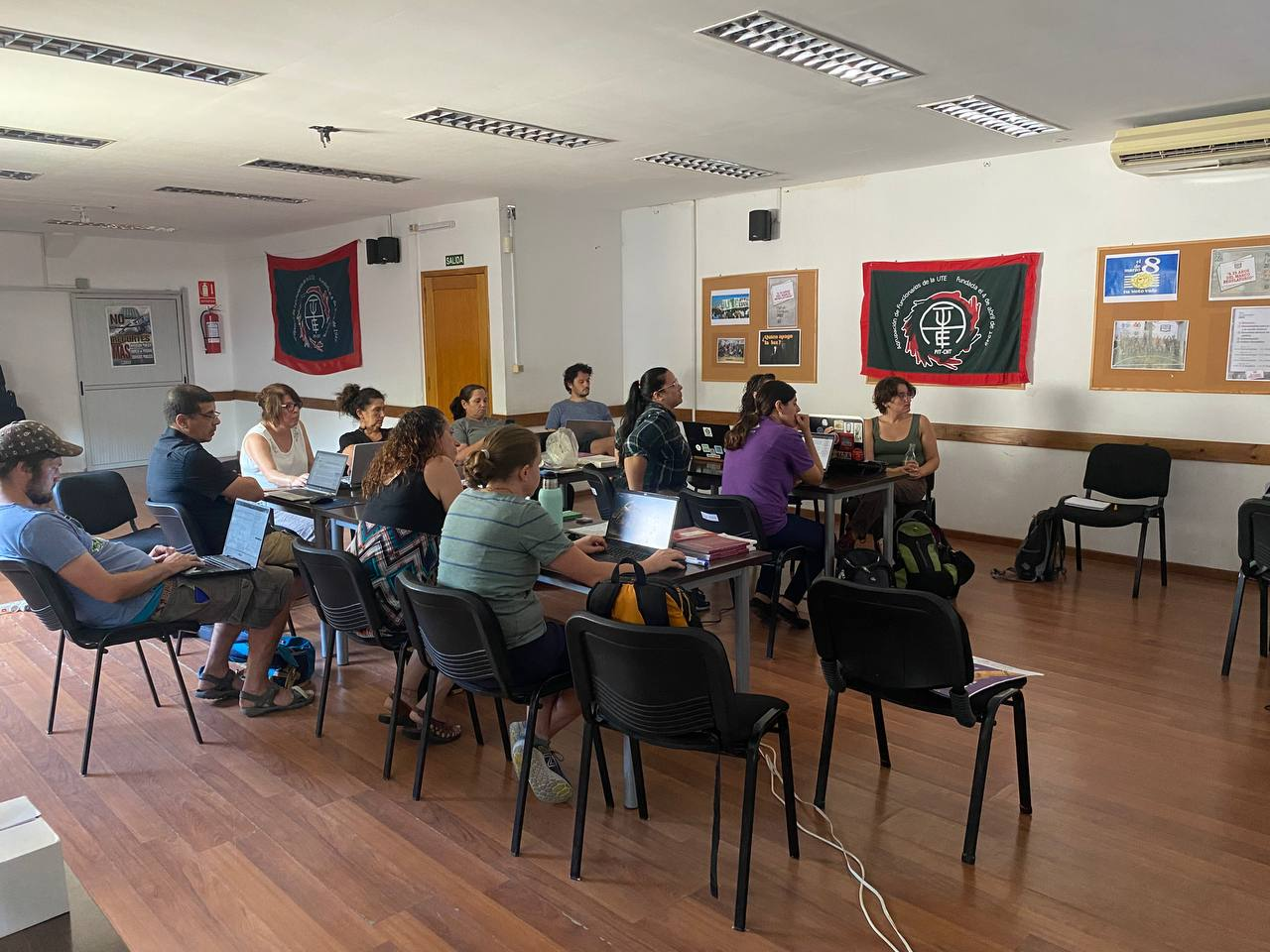
Participantes de la editatona

### Artículos propuestos
| Artículos para crear: Sindicalistas y activistas - Flor de Liz Feijoo - Graciela Fernández - Jorgelina Martínez - Laura Alberti - María Julia Alcoba - Milagro Pau - Miriam Dos Santos - Nea Filgueira - Nélida Fontora - Soraya Larrosa - Tamara García Sindicatos - Asociación de Trabajadores de la Seguridad Social - Federación ANCAP - Federación Nacional de Profesores de Enseñanza Secundaria - Federación de Funcionarios de OSE - Federación de Funcionarios de Salud Pública - Federación de Obreros y Empleados de la Bebida - Federación de Obreros y Empleados Molineros y Afines - Federación de Obreros de la Industria de la Carne y Afines - Federación de Obreros, Papeleros, Cartoneros del Uruguay - Federación Uruguaya de Empleados de Comercio y Servicios - Federación Uruguaya de la Salud - Federación de Trabajadores de la Industria Láctea - Organización de Trabajadoras Sexuales (Uruguay) - Secretaría de género, equidad y diversidad del PIT-CNT - Sindicato de Artes Gráficas Leyes - Ley de regulación del trabajo doméstico (Ley n.º 18.065) - Sistema Nacional Integrado de Cuidados Movimiento obrero en Uruguay - Convención Nacional de Trabajadores - Huelga general de 1973 en Uruguay - Movimiento sindical uruguayo - Plenario Intersindical de Trabajadores | Artículos para mejorar: Sindicalistas y activistas - Abigail Puig - Carmen Beramendi - Dolores Castillo - Elbia Pereira - Graciela Villar - Iris Cabral - Ivonne Passada - Karina Núñez - María Collazo - Maruja Pereyra - Moriana Hernández - Susana Dalmás - Virginia Bolten Sindicatos - Agrupación de Funcionarios de UTE - Asociación de Bancarios del Uruguay - Asociación de la Prensa Uruguaya - Federación Uruguaya de Magisterio - Instituto Cuesta Duarte - PIT-CNT - Sindicato Único de Trabajadoras Domésticas - Sindicato Único Nacional de la Construcción y Anexos Leyes - Ley de Acoso Sexual (Ley n.º 18.561) - Ley de Trabajo Sexual (Uruguay) |

## Actividad relacionada
- Datos: Q116872326